# نوجه‌ده‌درق

روستای نوجه ده درق

نوجه‌ده‌درق یکی از روستاهای استان آذربایجان شرقی است که در دهستان بناب بخش مرکزی شهرستان مرند واقع شده‌است و یک روستای کوهستانی کم جمعیت.دارای باغ‌های زردآلو، آلوچه، سیب، آلبالو و... می‌باشد. این روستا در قسمت شرقی شهر مرند قرار دارد و بعد از شهر بناب جدید قرار دارد. به دلیل اینکه روستا در یک دره واقع شده در میان مردم بومی منطقه به ((دره)) معروف است.

ورودی روستای نوجه ده درق

## مردم
ساکنین این روستا کلاً مسلمان و شیعه می‌باشند و به زبان ترکی آذربایجانی تکلم می‌نمایند.